# Бад-Ольдесло
Бад-Ольдесло (нім. Bad Oldesloe) — місто в Німеччині, розташоване в землі Шлезвіг-Гольштейн. Адміністративний центр району Штормарн.
Площа — 52,6 км2. Населення становить 24 784 ос. (станом на 31 грудня 2020).

## Уродженці
- Роувен Геннінгс (1987) — німецький футболіст.
- Юлія Гергес — німецька тенісистка.